# Johnius distinctus
Johnius distinctus es una especie de pez de la familia Sciaenidae en el orden de los Perciformes.

## Morfología
• Los machos pueden llegar alcanzar los 22 cm de longitud total.
- Número de  vértebras:25.[1][2]

## Hábitat
Es un pez mar y, de clima templado y bentopelàgico.

## Distribución geográfica
Se encuentra en el Japón, la China y Taiwán.

## Observaciones
Es inofensivo para los humanos.